# Budkowice Stare (gromada)
Budkowice Stare (w latach 1970. Stare Budkowice) – dawna gromada, czyli najmniejsza jednostka podziału terytorialnego Polskiej Rzeczypospolitej Ludowej w latach 1954–1972.
Gromady, z gromadzkimi radami narodowymi (GRN) jako organami władzy najniższego stopnia na wsi, funkcjonowały od reformy reorganizującej administrację wiejską przeprowadzonej jesienią 1954 do momentu ich zniesienia z dniem 1 stycznia 1973, tym samym wypierając organizację gminną w latach 1954–1972.
Gromadę Budkowice Stare z siedzibą GRN w Budkowicach Starych utworzono – jako jedną z 8759 gromad na obszarze Polski – w powiecie opolskim w woj. opolskim, na mocy uchwały nr VII/26/54 WRN w Opolu z dnia 4 października 1954. W skład jednostki weszły obszary dotychczasowych gromad Budkowice Stare, Budkowice Nowe, Kały, Dębiniec i Bukowo ze zniesionej gminy Zagwiździe w tymże powiecie. Dla gromady ustalono 27 członków gromadzkiej rady narodowej.
Gromada przetrwała do końca 1972 roku, czyli do kolejnej reformy gminnej.